# 위르겐 슈타르크

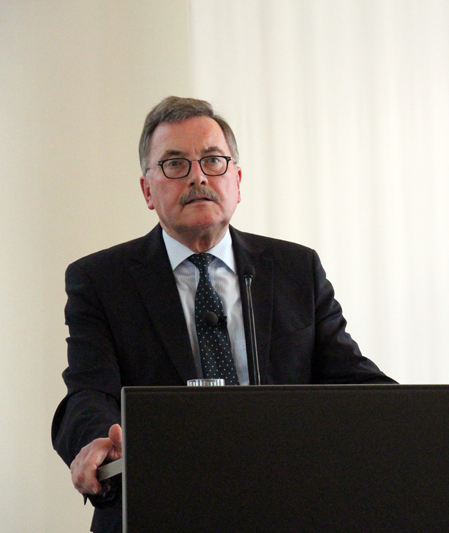

위르겐 슈타르크(Jürgen Stark, 1948년 5월 31일, 독일, 가우오데른하임 ~)는 독일의 경제학자이다. 2006년 6월부터 유럽 중앙은행 이사를 맡았으나, 2011년 9월 개인적인 이유로 사임을 표명하였다.
슈타르크는 1978년 ~ 1998년 독일 연방 정부에서 경제정책담당 직원으로 일했으며, 1998년부터 2006년까지 독일 연방은행의 부사장을 두 차례 맡은 바 있다. 그는 유럽중앙은행 이사직 사임을 발표하긴 했지만, 그의 본래 임기 (2014년 5월까지)를 채우지 못하고 물러난 것이기 때문에 2011년 말 후임이 정해질 때까지 계속해서 현직을 수행한다.